# Елизабет фон Хесен (1539 – 1582)
Вижте пояснителната страница за други личности с името Елизабет фон Хесен.
Елизабет фон Хесен (на латински: Elisabeth von Hessen; * 13 февруари 1539, Касел; † 15 март 1582, Хайделберг) от Дом Хесен, е принцеса от Ландграфство Хесен и чрез женитба курфюрстиня на Пфалц.

## Живот
Тя е четвъртата дъщеря на ландграф Филип I Великодушни от Хесен (1504 – 1567) и Кристина Саксонска (1505 – 1549) от род Албертини, дъщеря на херцог Георг Брадати от Саксония и Барбара Ягелонка, дъщеря на полския крал Кажимеж IV Ягелончик.
Елизабет се омъжва на 8 юли 1560 г. в Марбург за Лудвиг VI (1539 – 1583) от династията Вителсбахи, курфюрст на Пфалц през 1576 – 1583 г. Те живеят първо в Амберг.
Елизабет умира една година преди съпруга си и е погребана в църквата „Св. Дух“ в Хайделберг.

## Деца
Елизабет и Лудвиг VI имат 12 деца, от които само три порастват:
- Анна Мария (1561 – 1589); ∞ 1579 крал Карл IX от Швеция (1550 – 1611)
- Елизабет (*/† 1562)
- Доротеа Елизабет (*/† 1565)
- Доротеа (1566 – 1568)
- Фридрих Филип (*/† 1567)
- Йохан Фридрих (*/† 1569)
- Лудвиг (1570 – 1571)
- Катарина (1572 – 1586)
- Христине (1573 – 1619)
- Фридрих IV (1574 – 1610), курфюрст на Пфалц
- Филип (*/† 1575)
- Елизабет (1576 – 1577)